# Bat Head Soup: A Tribute to Ozzy
Bat Head Soup è un album tributo dedicato ad Ozzy Osbourne.
L'album è stato pubblicato nel 2000 dalla casa discografica Eagle e vede la partecipazione di numerosi artisti come Yngwie Malmsteen, Lemmy Kilmister, Dee Snider, Vince Neil e George Lynch.

## Tracce
1. Mr. Crowley (Osbourne, Rhoads, Daisley) 4:57
2. Over The Mountain (Daisley, Kerslake, Osbourne, Rhoads) 4:37
3. Desire 5:55
4. Crazy Train 5:16
5. Goodbye to Romance 5:38
6. Hellraiser 5:34
7. Shot in The Dark 4:41
8. Children Of The Grave 5:12
9. Paranoid 3:34
10. Suicide Solution 4:04
11. I Don't Know 5:21

## Artisti partecipanti
- Traccia 1: Tim Owens, Yngwie Malmsteen, Tim Bogert, Tommy Aldridge, Derek Sherinian
- Traccia 2: Mark Slaughter, Brad Gillis, Gary Moon, Eric Singer, Paul Taylor
- Traccia 3: Lemmy Kilmister, Richie Kotzen, Tony Franklin, Vinnie Colaiuta
- Traccia 4: Dee Snider, Doug Aldrich, Tony Levin, Jason Bonham
- Traccia 5: Lisa Loeb, Dweezil Zappa, Michael Porcaro, Stephen Ferrone, Michael Sherwood
- Traccia 6: Joe Lynn Turner, Steve Lukather, Billy Sherwood, Jay Schellen, Paul Taylor
- Traccia 7: Jeff Scott Soto, Bruce Kulick, Ricky Phillips, Pat Torpey, Derek Sherinian
- Traccia 8: Jeff Martin, Paul Gilbert, John Alderete, Scott Travis
- Traccia 9: Vince Neil, George Lynch, Stu Hamm, Greg Bissonette
- Traccia 10: Adam Paskowitz, Peter Perdichizzi, James Book, Nick Lucero
- Traccia 11: Jack Blades, Reb Beach, Jeff Pilson, Bobby Blotzer, Paul Taylor